# Bunji Sakita
Bunji Sakita (崎田 文二, Sakita Bunji), né en 1930 et mort le 31 août 2002, est un physicien théoricien japonais-américain qui a fait d'importantes contributions dans la théorie quantique des champs, la théorie des supercordes et la découverte en supersymétrie en 1971. Il était un Éminent Professeur de Physique au City College of New York.

## Biographie
Bunji Sakita est né au Japon en 1930 dans la préfecture de Toyama. Il a obtenu son bachelor's degree de l'Université de Kanazawa en 1953. Il a ensuite travaillé avec le groupe Sakata à Université de Nagoya, obtenant sa maîtrise en 1956. Il faisait partie d'un groupe choisi d'étudiants japonais recrutés par Robert Marshak pour venir faire des études supérieures à l'Université de Rochester. À Rochester, Sakita a travaillé avec le professeur Charles Goebel et a obtenu son doctorat en 1959. Il a ensuite occupé un poste postdoctoral et un poste de professeur à l'Université du Wisconsin à Madison. Dans ses premières années au Wisconsin, et pendant une année qu'il a passé au Laboratoire national d'Argonne, il a développé la symétrie SU(6) du modèle non relativiste de quark généralisant la symétrie supermultiplet (en) de Wigner de la combinaison de spin et d'isospin.
En 1967, lors d'une visite en Israël, il apprit le modèle de la double résonance, et son travail ultérieur au Wisconsin fut surtout consacré à cette idée. Avec Goebel, il a obtenu la généralisation à plusieurs particules de l'amplitude vénézuélienne. Dans son travail avec Keiji Kikkawa (en), M. A. Virasoro et d'autres, il a abordé le problème de l'unicité des amplitudes doubles, en mettant en place le formalisme des diagrammes doubles, analogue aux diagramme de Feynman, pour le calcul des amplitudes des boucles. Dans le travail effectué avec C.S. Hsue, M. A. Virasoro et notamment avec Jean-Loup Gervais (en), Sakita a développé le formalisme fonctionnel pour ces calculs dans lequel la sommation sur les surfaces de Riemann émergeait naturellement.
En 1971, Jean-Loup Gervais et Bunji Sakita, dans un article intitulé « Interprétation des Supergauges dans les modèles doubles », ont montré la symétrie boson-fermion de la théorie des cordes fermioniques, en écrivant la première action supersymétrique linéaire. Dans le langage moderne, le Gervais-Sakita Lagrangien a une symétrie supraconforme locale. Le travail de 1973 de Wess et Zumino a étendu la supersymétrie bidimensionnelle découverte dans la théorie des cordes aux théories des champs à quatre dimensions avec la supersymétrie spatio-temporelle. (Différentes versions de la supersymétrie avaient été découvertes par deux physiciens soviétiques, Yu. A. Gol'fand et E.P. Likhtman un peu plus tôt ; cela n'était pas connu des physiciens ailleurs à l'époque.
En 1970, Robert Marshak devient président du City College of New York (CCNY). Sakita y a déménagé en tant que professeur émérite pour participer à l'expansion rapide du programme de physique et pour diriger le High Energy Group. Un groupe solide s'est constitué avec des travaux de premier ordre dans de nombreux domaines tels que la théorie des cordes, la supersymétrie, la phénoménologie des particules subatomiques et autres.
Sakita était un mentor exceptionnel avec une relation de travail intense avec plusieurs de ses étudiants qu'il traitait comme ses égaux. Beaucoup d'étudiants et d'associés de recherche du CCNY de cette époque se sont lancés dans une carrière distinguée. En reconnaissance de ses nombreuses contributions, il a été récipiendaire d'une bourse Guggenheim en 1970 et a reçu en 1974 le prix Nishina du Japon.
Il meurt le 31 août 2002 au Japon après une année de lutte contre le cancer. Il laisse dans le deuil ses enfants Mariko Sakita & Mark Mozeson et Taro Sakita, ainsi que ses petits-enfants Evan, Sarah et Kayla Mozeson.